# 여량고등학교
여량고등학교(餘糧高等學校)는 대한민국 강원특별자치도 정선군 여량면 여량리에 있는 공립 고등학교이다.

## 학교 연혁
- 1981년 11월 25일 : 여량고등학교 6학급 설립인가 (관리 1041.1-1588)
- 1982년 3월 1일 : 초대 이명서 교장 취임
- 1982년 3월 30일 : 1982학년도 입학식 거행 (신입생 120명)
- 1982년 3월 30일 : 여량고등학교 개교
- 1985년 2월 21일 : 제1회 졸업식 거행 (95명 졸업)
- 1993년 3월 1일 : 학생 감축으로 3학급 편제 (학칙변경 여량고 25412-178)
- 2025년 1월 3일 : 고등학교 제40회 졸업식(4명, 졸업생 총수 1,535명)
- 2025년 3월 1일 : 고등학교 제25대 정민수 교장 취임

## 참고 자료
- 여량고등학교 - 한국교육학술정보원 학교알리미